# Joanna Nowicka
Joanna Nowicka, född 25 juli 1966, är en bågskytt från Polen. Hon tog brons vid olympiska sommarspelen 1996 i Atlanta. 